# José Emilio Rondeau
José Emilio Rondeau (Rio de Janeiro, DF, 27 de junho de 1956) é um jornalista, produtor musical e diretor de cinema brasileiro. Atuando como jornalista cultural desde 1977, é famoso por ter feito reportagens sobre e entrevistas com diversos músicos - como Bob Marley, além de ter trabalhado em diversos órgãos de imprensa, como O Globo, Jornal do Brasil, Folha de S.Paulo, Rolling Stone Brasil, Época, Marie Claire, Bravo!, Trip, Playboy, Claudia, Veja, Bizz / Showbizz e Set. Na área da produção musical, também é conhecido por ter produzido os álbuns de estreia de Camisa de Vênus - autointitulado, de 1983 - e Legião Urbana - também autointitulado, de 1985. Na década de 2000, ficou conhecido por ter escrito o roteiro - junto com sua esposa à época, Ana Maria Bahiana - e dirigido o filme 1972, de 2006; além de ter publicado o livro, em parceria com Nelio Rodrigues, Sexo, Drogas e Rolling Stones - Histórias da Banda que se Recusa a Morrer, lançado em 2008. Foi casado com a também jornalista cultural, Ana Maria Bahiana.